# Warm Bodies
Warm Bodies is een Amerikaanse komische en romantische zombiefilm uit 2013 gebaseerd op het boek met dezelfde naam van Isaac Marion. De film werd geregisseerd door Jonathan Levine en de hoofdrollen werden gespeeld door Nicholas Hoult en Teresa Palmer.

## Verhaal
R is een jonge zombie, die zich bewust is van wat hij is, hij weet dat hij ooit leefde en dat zijn voornaam toen met een R begon. Als zombie leeft hij samen met andere zombies op een verlaten vliegveld. Soms gaan de zombies in groepen op jacht naar mensenvlees. Met name de hersenen zijn gewild omdat de zombies dan de herinneringen van de vorige eigenaar kunnen zien.
Tijdens een jacht komt hij Julie Gorgio en haar vriend tegen. Dit gebeurt in een apotheek waar de mensen op zoek zijn naar medicijnen. De zombies weten een paar mensen te vangen en R weet Perry, het vriendje van Julie, te vangen. R ziet Julie en in plaats van haar aan te vallen redt hij haar en neemt haar mee naar zijn huis, een verlaten vliegtuig. Door het contact met Julie komt R wat meer tot leven, hij leert weer te praten en zijn hart begint af en toe te slaan. Tijdens het eten van de hersenen van Perry groeit de aantrekkingskracht naar Julie.
Omdat Julie terug naar huis wil besluit R haar terug te brengen, hierbij komen zij M en andere zombies tegen die Julie aan willen vallen. Hierbij komen zij uiteindelijk ook skeletmannen, zogenaamde bonies tegen, dat zijn zombies die zo ver heen zijn dat zij geen menselijke trekjes meer vertonen. Onderweg naar de enclave waar Julie woont, vertelt R haar dat hij Perry heeft gedood. Hierop verlaat Julie R en R keert weer terug naar het vliegveld. Op het vliegveld aangekomen ziet hij M en andere zombies die ook weer tekenen van leven beginnen te vertonen. De skeletmannen reageren hier ook op, zij vallen alles aan wat maar een hartslag heeft. De zombies besluiten om samen met R naar de enclave te gaan. R sluipt naar binnen om daar Julie om hulp te gaan vragen. Bij haar huis aangekomen ontmoet hij ook Julies vriendin Nora. Julie heeft vlak voordat zij R ziet Nora verteld dat zij meer voor R voelt dan vriendschap. Nadat R Nora en Julie alles heeft uitgelegd besluiten zij naar Kolonel Grigio te gaan om hem om hulp te vragen, hij is echter van mening dat de enige goede zombie een dode zombie is.
De kolonel weigert R te erkennen als een zombie die weer tot leven komt, hij dreigt R dan ook door zijn hoofd te schieten. Hierop vluchten Julie en R naar een honkbalstadion. In het stadion aangekomen zien zij de andere zombies die tot leven komen, boven op het glazen dak zien zij de skeletmannen die de zombies aan willen vallen. Tijdens het gevecht komen de manschappen van de kolonel er ook bij, de zombies kiezen overduidelijk partij voor de mensen. De mensen geven dit ook door aan de kolonel.
Om te ontkomen vluchten R en Julie, uiteindelijk besluit R te springen en neemt hij Julie in de sprong mee naar beneden. Tijdens de val draait hij hen zo zodat hij onder Julie terechtkomt en haar zo kan beschermen tegen de landing. Omdat ze het beide overleven kust Julie R, Kolonel Grigio komt net aanrijden en ziet dat de twee staan te zoenen, hij schiet R hierop in zijn schouder. Door het schot begint R te bloeden, de overige omstanders zien dit en waarschuwen de kolonel. Later verslaan de zombies en de mensen de bonies, waarop de zombies (door de mensen ook wel corpses, lijken, genoemd) weer in de maatschappij integreren.

## Rolverdeling
| Acteur          | Personage       | Opmerkingen                                                                      |
| --------------- | --------------- | -------------------------------------------------------------------------------- |
| Nicholas Hoult  | R               | Een zombie die op een vliegveld woont en menselijke gevoelens begint te krijgen. |
| Teresa Palmer   | Julie Grigio    | Zij wordt gered door R                                                           |
| John Malkovich  | Kolonel Grigio  | Kolonel Grigio is de leider van de mensen en tevens vader van Julie              |
| Analeigh Tipton | Nora            | Een vriendin van Julie                                                           |
| Dave Franco     | Perry Kelvin    | Het vriendje van Julie                                                           |
| Rob Corddry     | M, later Marcus | Een zombievriend van R                                                           |
| Cory Hardrict   | Kevin           | Soldaat onder leiding van kolonel Grigio                                         |
| Jonathan Dubsky | Berg            | Soldaat                                                                          |